# اینا اوسیپنکو-رادومسکا
اینا اوسیپنکو-رادومسکا (اوکراینی: Інна Володимирівна Осипенко-Радомська؛ زادهٔ ۲۰ اوت ۱۹۸۲) قایقران کانو اهل اوکراین است.
وی در مسابقات کشوری و بین‌المللی در مجموع برندهٔ ۲ مدال طلا، ۵ مدال نقره، ۵ مدال برنز شده‌است.